# Marie Courcelle
Pour les articles homonymes, voir Courcelle.
Marie Courcelle, née en 1949, est une chanteuse harmoniciste française folk et cadien. Elle est connue essentiellement pour ses albums de chansons de la Brie, commercialisés dans les années 1980, seuls enregistrements à ce jour de folklore briard : Naguère la Brie, en collaboration avec Cisco Herzhaft, sort en 1982, et Sur un côté de la rivière (1989), également avec Cisco Hezhaft, qui porte sur la Brie du XXe siècle.

## Biographie
Née à la veille des années 1950, à Paris, Marie Courcelle part vivre dès l'âge de deux ans dans le Lot. Dans son enfance, férue de lecture, plutôt solitaire, elle écoutera son père harmoniciste jouer dans toutes les fêtes populaires. À seize ans, elle « monte à la capitale », seule, avec en tête le désir de chanter et de découvrir la vie.
Employée au Ministère des finances, elle rejoint rapidement le Petit Conservatoire de la chanson de Mireille, où elle s'illustre grâce à la large tessiture de sa voix qui couvre quatre octaves. Dans le cadre de ce télécrochet populaire, Marie Courcelle fait rapidement ses premières télévision grâce à Mireille qui la soutient. Elle passe notamment dans une émission télévision de Jean-Christophe Averty. La jeune chanteuse multiplie les petits concerts dans les bars parisiens et fait ses premiers cachets. Rapidement, elle rencontre son accompagnateur attitré, Cisco Herzhaft, guitariste et auteur-compositeur. Dès lors, elle enchaîne les concerts sur les scènes parisiennes et en région, notamment le Cithéa, tenu à l'époque par Jacqueline Dorian, ou encore le Petit Montparnasse (connu sous le nom du Petit Journal Montparnasse).
Elle est invitée dans les festivals de musique traditionnelle, du Festival du Creusot au festival U Settembrinu en Corse. Elle est programmée au Canada dans le festival de Sorel, le festival de Matane (pour lequel Marie Courcelle est programmée à la télévision nationale Radio Canada, au journal du soir (3 août 1988), ou encore au Mondial des Cultures, le festival international de musique folklorique de Drummondville (au Canada), où Marie Courcelle représentera trois années consécutives la France (1987, 1988 et 1989). Marie Courcelle a également fait de nombreux concerts pour les enfants dans le but de les sensibiliser à la culture traditionnelle et à ses chants populaires.

### Les années folk
Marie Courcelle est devenue en quelques années une chanteuse folk. Son répertoire évolue entre chanson médiévales et chansons briardes revisitées. Dans la veine du courant folklorique des années 1970, Marie Courcelle rencontre Plume Latraverse, Maxime Leforestier, Catherine Lara, Brenda Wootton...
En 1982, elle enregistre, Naguère la Brie (label Caiac), album folk français, en collaboration avec Cisco Herzhaft, guitariste et arrangeur et Bernard Mercier aux percussions et violon. Cet album revisite un répertoire de vieilles chansons de la région de la Brie (Les trois roses, Mai nouveau).
En 1983, Bernard Brimeur, contrebassiste et sculpteur, rejoint la formation pour l'enregistrement de Que faire si amour me laisse ?. Album folklorique de l’Île-de-France, les chansons Au gué vive la rose et Pierre de Grenoble sont enregistrées pour la première fois. Cet album est sponsorisé par le Crédit agricole. Les deux albums bénéficient d'une promotion nationale pendant plusieurs années, Marie Courcelle est notamment invitée sur par Jean Pierre Enkiri sur le plateau de FR3 ainsi que par Rachid Arhab.
En 1989 sort l'album Sur un côté de la rivière dont la majorité des titres sont signés de Cisco Herzhaft, à l’exception notable des deux reprises À la claire Fontaine (folklore québécois) et Le beau Robert (folklore normand). Cet album folk moderne porte sur la Brie du XXe siècle, la Brie telle qu'elle s'est développée, notamment avec le pétrole nouvellement pompé dans le sol seine-et-marnais. Le violoniste Bertrand Deraspe rejoint la formation. Issu du groupe folklorique traditionnel québécois Suroît, il est notamment connu au Canada pour ses enregistrements du folklore traditionnel des Îles-de-la-Madeleine, sous le mécénat du gouvernement canadien, mais également comme un des accompagnateurs d'Edith Butler.
En octobre 1989 et en avril 1990, Marie Courcelle crée le Festival Brie Québec. Les artistes tels que le chansonnier québécois Michel Lafleur, le groupe Suroît, ou encore les indiens Abénaquis de la troupe Sagana sont programmés. Le festival sera intégralement diffusé, en direct, sur France Bleu Île-de-France. Les indiens Abénaquis ont été invités dans les émissions Télématin et le Club Dorothée.
Marie Courcelle consacre par la suite sa remarquable énergie scénique à un répertoire acadien, cadien et zydeco, et fonde son groupe Delta Connexion. Marie Courcelle va cristalliser un folklore français vivant, rencontre unique de musique folklorique et d’arrangements modernes.

### La formation professionnelle
En parallèle de la musique, Marie Courcelle est consultante en entreprise. En 1987, elle crée sa société de Conseil en Entreprise, Vectoriel. Intervenante spécialisée dans les problèmes divers de fonctionnement des entreprises, elle travaille entre autres avec France Télécom sur la Création de l'outil Entretien de Progrès et sa mise en place pour l'ensemble du personnel (160 000 personnes). Marie Courcelle a formé l'ensemble des chercheurs du C.N.E.T à cet outil ainsi que la Direction Commerciale et plusieurs Directions Régionales. Pour les centres EDF-GDF (Toulon, Ajaccio, Limoges, Reims, etc.), elle crée les Fiches métiers et forme tous les cadres à l'entretien d'appréciation (réalisation de bilans de compétences et création et formation sur l'accompagnement à la mobilité interne). Dans les années 1990, Marie Courcelle travaille avec l'Armée de Terre pour assurer la Dynamisation des équipes et la formation à la communication et à la gestion du Stress. Elle travaille également pour la Poste courrier international, chargée de l'optimisation collective de l'organisation de tous les cadres supérieurs, ainsi que pour le CNFPT, pour qui Marie Courcelle assure une formation à la communication en situation difficile, au conflit de rues et à la gestion du stress des policiers municipaux de la région Nord. Elle intervient enfin de façon ponctuelle au CELSA pour des analyses de cas et des retours d'expérience professionnelle. Dans les années 2000, Marie Courcelle devient responsable pédagogique de la formation au Management Artistique et Culturel du Village Musiques Actuelles ATLA. En 2011, elle devient directrice pédagogique des formations Management Artistique et Culturel. Elle obtient la même année la reconnaissance du Ministère de la Culture et de la Communication qui valide les formations dispensées par l'école sous le nom de certificat "Chargé de management artistique et culturel", équivalent Bac+2.

## Discographie
- 1981 -  Naguère la Brie, label Caïac, C40 1182.
- 1983 -  Que faire si amour me laisse ?, Label Caïac, 481183
- 1989 -  Sur un côté de la rivière.